# Sa vie privée

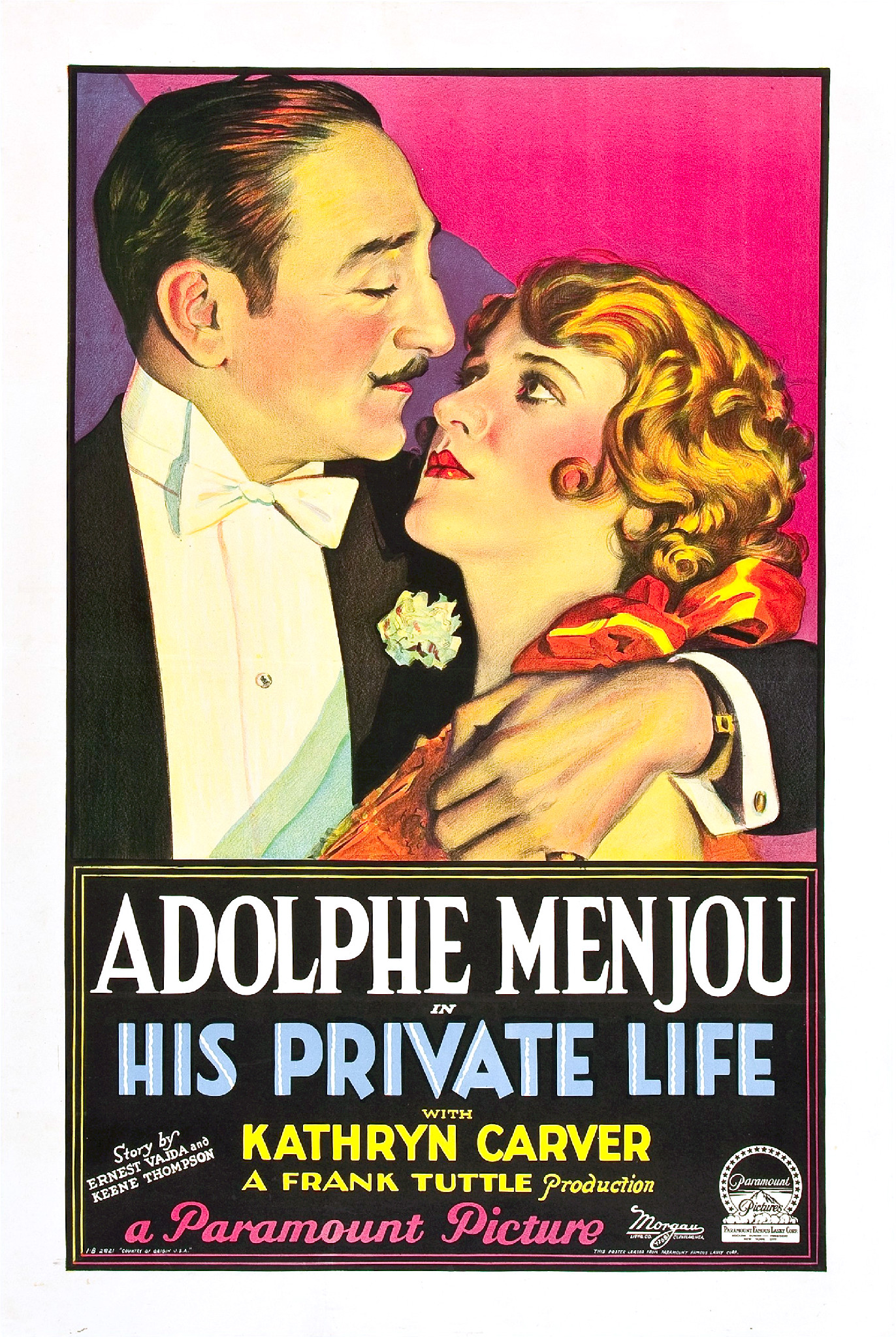
Affiche du film.

Sa vie privée (His Private Life) est un film américain réalisé par Frank Tuttle et sorti en 1928.

## Fiche technique
- Titre original : His Private Life
- Réalisation : Frank Tuttle
- Scénario : Ethel Doherty, George Marion Jr., Keene Thompson, Ernest Vajda
- Photographie : Henry W. Gerrard
- Production : Paramount Pictures[1]
- Durée : 50 minutes
- Date de sortie : 17 novembre 1928

## Distribution

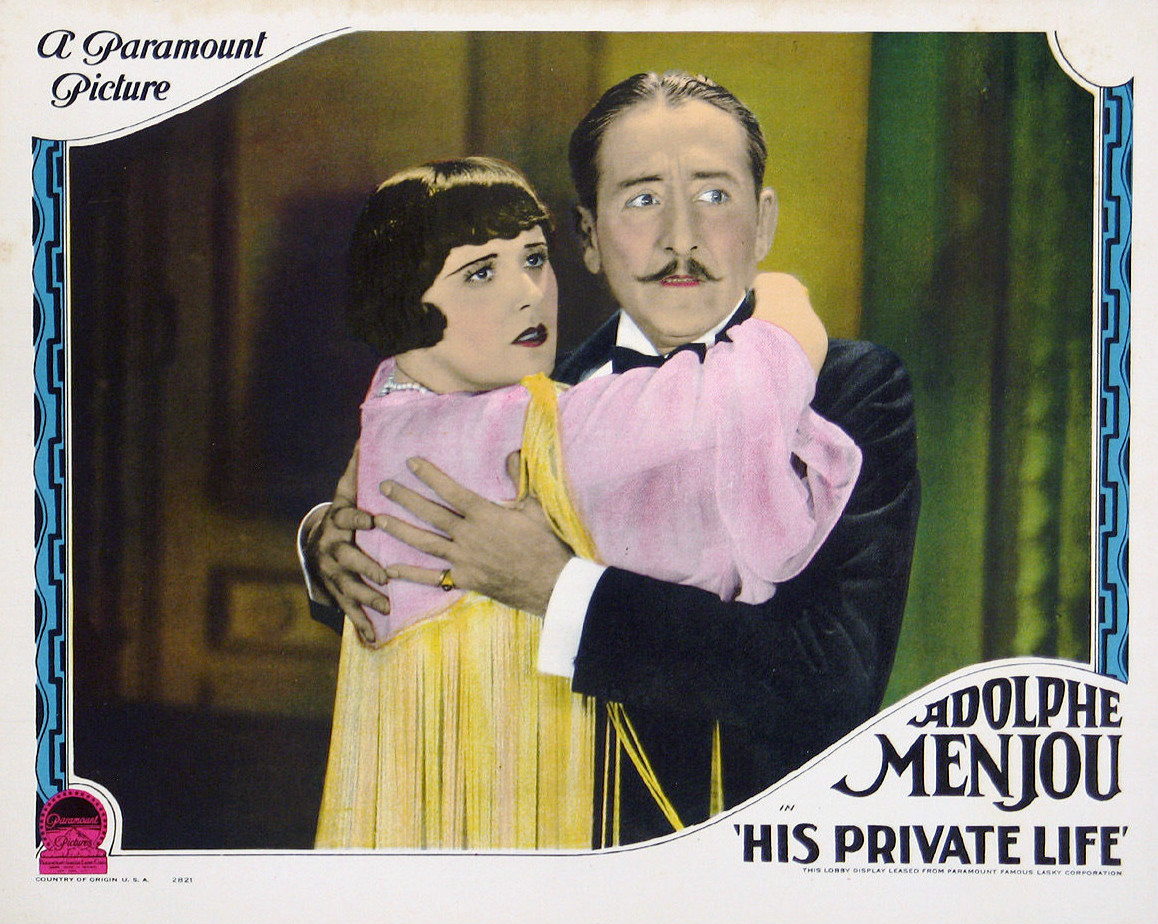
Adolphe Menjou et Kathryn Carver (carte promotionnelle du film).

- Adolphe Menjou : Georges St. Germain
- Kathryn Carver : Eleanor Trent
- Margaret Livingston : Yvette Bérgere
- Eugene Pallette : Henri Bérgere
- André Cheron : Maurice
- Sybil Grove : femme de chambre
- Alex Melesh : Salesman
- Alex Woloshin : Hotel clerk
- Tania Akron : Pierette (non crédité)
- Phillips Holmes : Pierrot (non crédité)
- Lupino Lane : Bit Part (non crédité)